# Ludvig 6. af Hessen-Darmstadt
Ludvig 6. (tysk: Ludwig 5.; 25. januar 1630 – 24. april 1678) var landgreve af Hessen-Darmstadt fra 1661 til sin død i 1678. 
Han var søn af Landgreve Georg 2. af Hessen-Darmstadt og Sophie Eleonore af Sachsen.